# 2105 Gudy
2105 Gudy је астероид главног астероидног појаса. Приближан пречник астероида је 22,25 ,
а средња удаљеност астероида од Сунца износи 2,388 астрономских јединица (АЈ).
Инклинација (нагиб) орбите у односу на раван еклиптике је 29,334 степени, а орбитални период износи 1348,155 дана (3,691 године). Ексцентрицитет орбите астероида износи 0,150.
Апсолутна магнитуда астероида износи 11,30 а геометријски албедо 0,107.
Астероид је откривен 29. фебруара 1976. године.